# 37. pehotni polk (Avstro-Ogrska)
Za druge 37. polke glejte 37. polk.
37. pehotni polk (izvirno nemško Infanterie-Regiment Nr. 37; dobesedno slovensko: Pehotni polk št. 37) je bil pehotni polk k.u.k. Heera.

## Poimenovanje
- Ungarisches Infanterie Regiment »Erzherzog Joseph« Nr. 37/Madžarski pehotni polk »Nadvojvoda Jožef« št. 37
- Infanterie Regiment Nr. 37 (1915 - 1918)

## Zgodovina
Polk je bil ustanovljen leta 1741. 

### Prva svetovna vojna
Polkovna narodnostna sestava leta 1914 je bila sledeča: 49% Romunov, 48% Madžarov in 3% drugih. Naborni okraj polka je bil v Nagyváradu, pri čemer so bile polkovne enote garnizirane sledeče: Zagreb (štab, I. in III. bataljon), Nagyvárad (II. bataljon) in Bileča (IV. bataljon).
Med prvo svetovno vojno se je polk bojeval tudi na soški fronti. Polkovni bataljoni so na soško fronto prišli 30. oktobra 1915 in bili dodeljeni obrambi položajev med Mrzlim vrhom in Vodelom.
V sklopu t. i. Conradovih reform leta 1918 (od junija naprej) je bilo znižano število polkovnih bataljonov na 3.

## Organizacija
1918 (po reformi)
- 1. bataljon
- 2. bataljon
- 3. bataljon

## Poveljniki polka
- 1859: Ferdinand von Klapka[9]
- 1865: Ferdinand von Klapka[10]
- 1879: Moritz von Mühlwerth[11]
- 1908: Ludwig Schreitter von Schwarzenfeld[12]
- 1914: Franz Fedrigoni von Etschtal[1]